# Plantation de Cinnamon Bay
 (juillet 2020).
Si vous disposez d'ouvrages ou d'articles de référence ou si vous connaissez des sites web de qualité traitant du thème abordé ici, merci de compléter l'article en donnant les références utiles à sa vérifiabilité et en les liant à la section « Notes et références ».
La plantation de Cinnamon Bay est une ancienne sucrerie et plantation de sucre située sur la côté centre-nord de Saint John, à proximité de Cinnamon Bay dans les Îles Vierges des États-Unis. Propriété d'environ 120 hectares, elle fait partie du parc national des Îles Vierges et est classé au Registre national des lieux historiques depuis le 11 juillet 1978.

## Historique

### Premiers habitants
Des preuves archéologiques ont montré que les premiers habitants des Îles Vierges étaient des peuples ortoiroides, qui ont commencé leur migration vers les Antilles à partir du bassin du fleuve Orénoque en Amérique du Sud, vers 2000 av. J.-C. Le peuple historique Arawak a émigré dans la région au cours d'une période de plusieurs siècles et s'est lancé dans l'agriculture. Les fouilles archéologiques confirment une culture classique de Taïnos à Cinnamon Bay.

### L'ère de la plantation

#### Colonisation européenne

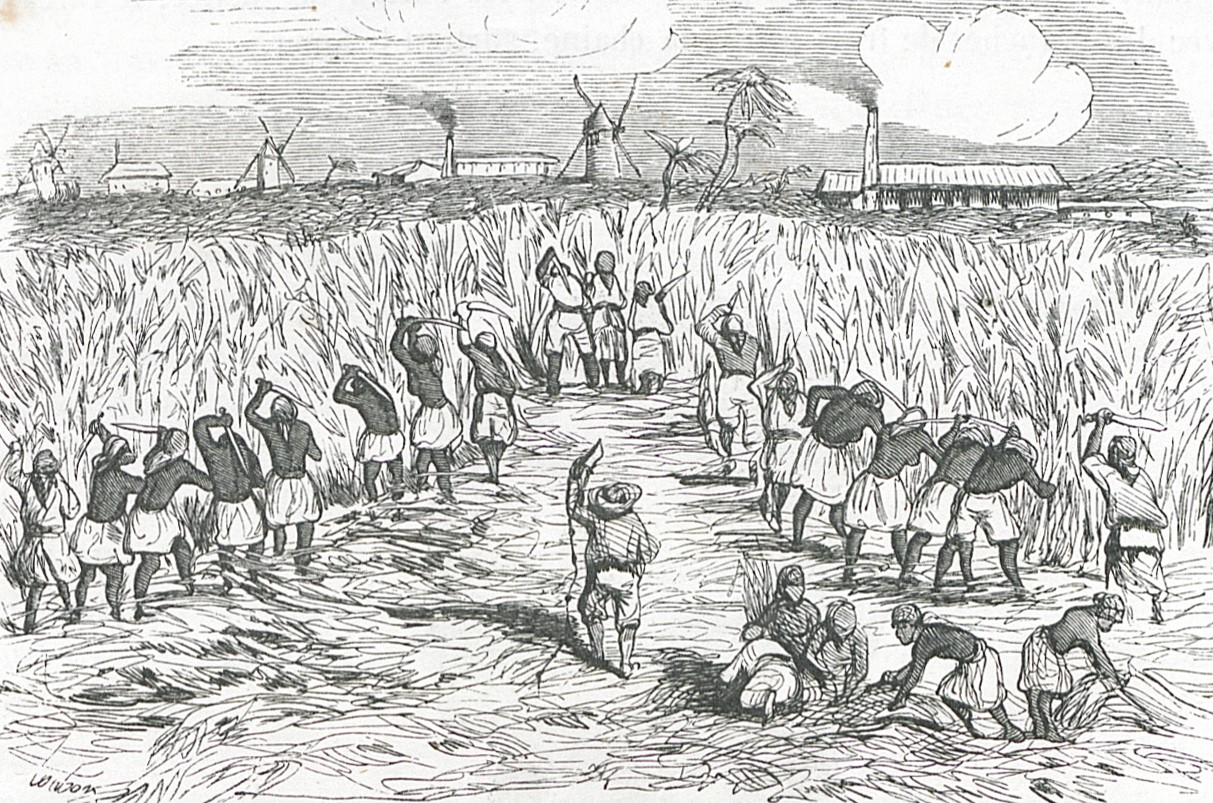
Esclaves travaillant dans une plantation de canne à sucre.

À partir des années 1680, les terres situées le long du littoral de la côte centre-nord de Saint John ont été occupées pendant des décennies par des colons de différentes nationalités. Le lieu a été utilisé pour les activités maritimes et la production de coton. Les Danois ont revendiqué Saint John le 25 mars 1718 et la zone située le long de la côte centre-nord, de Caneel Bay à Cinnamon Bay, a été occupée par neuf propriétaires fonciers privés. Les Danois ont établi de grandes plantations de canne à sucre, exploitées par des esclaves venus d'Afrique.
Daniel Jansen et son épouse Adriana Delicat ont été les premiers propriétaires terriens danois à acquérir un acte de propriété formel pour une propriété située à Cinnamon Bay. Peu de temps après l'achat de Jenson en 1718, William Gandy acquit une parcelle côtière en 1722 qui fut ensuite acheté par Peter Durloo en 1728. Ce dernier était le mari de la fille de Daniel Jansen, Elizabeth. Les terres côtières récemment acquises par Peter Durloo jouxtaient la propriété de Jansen au nord. En 1719, Pieter de Buyck acheta une propriété le long de la côte centre-nord de l'île, à l'est des terres de Gandy-Durloo. Après la mort de Pieter de Buyck en 1728, la terre devint la propriété d'Abraham Beaudewyn. Les registres fiscaux de 1936 indiquent que le fils aîné de Jasper Jansen, Daniel et Adriana Jansen, était propriétaire du terrain De Buyck-Beaudewyn. Malgré le bref mandat de De Buyck, cette localité porte toujours son nom, Peter Bay. Ces trois parcelles de terrain - les propriétés Jansen, Gandy-Durloo et De Buyck-Beaudewyn - sont devenues la propriété actuelle, connue plus tard sous le nom de plantation de Cinnamon Bay.

#### L'insurrection des esclaves de Saint John de 1733
Au cours de l'Insurrection des esclaves de Saint John de 1733, des esclaves fidèles à la famille Jansen permirent à leurs maîtres de s'échapper. Ils ne purent toutefois empêcher que la maison, le bâtiment de stockage, les champs de canne à sucre et d'autres structures soient pillés et brûlés.

#### Abolition de la traite puis de l'esclavage
Le Danemark abolit la traite négrière en 1792, mais ce n'est qu'en 1848 qu'il abolit l'esclavage en totalité dans ses colonies.

### XXesiècle
En 1913, la plantation a été achetée par une société danoise et le terrain a été utilisé pour l'élevage du bétail. Elle a été de nouveau vendue en 1955 à Jackson Hole Preserve, et, en 1956, elle a été donnée au Parc national des Îles Vierges.

## Plantation de sucre
Les registres fiscaux de 1805 montrent que la plantation de Cinnamon Bay était divisée en plusieurs parcelles : 42 ha plantés en canne à sucre, 19 ha de cultures vivrières et 59 ha non utilisés ou en brousse.

## Quartier historique de Cinnamon Bay
Il comporte plusieurs anciens bâtiments regroupés autour du chemin North Short, notamment un bâtiment d'usine, une maison de plantation, des logements pour les domestiques et d'autres bâtiments couramment associés à un système de traitement du sucre. plantation. Deux petits cimetières sont également présents.
Les vestiges de l'usine ne peuvent pas être datés avec précision, bien qu'ils soient d'un style commun au début et au milieu des années 1700. La plantation elle-même était connue pour être active avant la rébellion des esclaves de 1733. Il existe des preuves de l'occupation précolombienne pendant une longue période.

## Parc national des Îles Vierges
Le terrain a été donné au Service des parcs nationaux des États-Unis, en 1956, par Laurence Rockefeller. Le parc national des Îles Vierges a ensuite été créé.